# Schönau (Baden-Württemberg)
Schönau è un comune tedesco di 4 786 abitanti, situato nel land del Baden-Württemberg.
Vi sorge un'importante abbazia, fondata nel 1126 come abbazia benedettina e oggi premostratense. Visse nell'abbazia sant'Elisabetta di Schönau, una mistica del XII secolo.